# Новоустьїнське сільське поселення
Но́воу́стьїнське сільське поселення (рос. Новоустьинское сельское поселение) — сільське поселення у складі Охотського району Хабаровського краю Росії.
Адміністративний центр та єдиний населений пункт — селище Нове Устьє.

## Населення
Населення сільського поселення становить 260 осіб (2019; 351 у 2010, 634 у 2002).